# Liste der Baudenkmäler im Kölner Stadtteil Altstadt-Nord/N–Z
Die folgende Liste enthält die in der Denkmalliste ausgewiesenen Baudenkmäler auf dem Gebiet des Stadtteils Köln-Altstadt-Nord, Stadtbezirk Köln-Innenstadt, Nordrhein-Westfalen.
Hinweis: Die Reihenfolge der Baudenkmäler in dieser Liste orientiert sich an den Straßennamen und ist alternativ nach Hausnummern, Denkmallistennummer oder Bezeichnung sortierbar.
Basis ist die offizielle Kölner Denkmalliste (Liste in Überarbeitung: ab Am Alten Posthof: 16. August 2012/bis Alter Markt: 22. Mai 2015), die Baudenkmäler und Denkmalbereiche auflistet. Dabei kann es sich beispielsweise um Sakralbauten, Wohn- und Fachwerkhäuser, historische Gutshöfe und Adelsbauten, Industrieanlagen, Wegekreuze und andere Kleindenkmäler sowie Grabmale und Grabstätten, die eine besondere Bedeutung für die Geschichte Kölns haben, handeln. Grundlage für die Aufnahme in die offiziellen Denkmallisten ist das Denkmalschutzgesetz Nordrhein Westfalens.

| Bild                                    | Bezeichnung                                                                | Lage                                          | Beschreibung | Bauzeit                                                  | Einge- tragen seit | Denk- mal- nr. |
| --------------------------------------- | -------------------------------------------------------------------------- | --------------------------------------------- | --- | -------------------------------------------------------- | ------------------ | -------------- |
| Fotos hochladen                         | Wohn- und Geschäftshaus                                                    | Altstadt-Nord Neven-DuMont-Str. 5 Karte       | |                                                          | 15. November 1996  | 8012           |
| weitere Bilder Fotos hochladen          | Kirche St. Maria in der Kupfergasse                                        | Altstadt-Nord Neven-DuMont-Str. 7 Karte       | |                                                          | 19. Mai 1982       | 1011           |
| Fotos hochladen                         | Wohnhaus                                                                   | Altstadt-Nord Neven-DuMont-Str. 15 Karte      | | um 1890                                                  | 10. Oktober 1985   | 3243           |
| Fotos hochladen                         | Portal                                                                     | Altstadt-Nord Neven-DuMont-Str. o. Nr. Karte  | |                                                          | 17. November 1998  | 8377           |
| weitere Bilder Fotos hochladen          | Wohnhaus                                                                   | Altstadt-Nord Niederichstr. 9 Karte           | |                                                          | 22. März 1985      | 2867           |
| weitere Bilder Fotos hochladen          | Wohnhaus                                                                   | Altstadt-Nord Niederichstr. 11 Karte          | |                                                          | 9. September 2002  | 8591           |
| weitere Bilder Fotos hochladen          | Wohn- und Geschäftshaus                                                    | Altstadt-Nord Niederichstr. 13 Karte          | |                                                          | 10. Oktober 1985   | 3244           |
| Fotos hochladen                         | Wohnhaus                                                                   | Altstadt-Nord Niederichstr. 14 Karte          | |                                                          | 16. Juli 1990      | 5631           |
| weitere Bilder Fotos hochladen          | Wohn- und Geschäftshaus                                                    | Altstadt-Nord Niederichstr. 21 Karte          | | um 1900                                                  | 22. Dezember 1997  | 8235           |
| Fotos hochladen                         | Wohnhaus                                                                   | Altstadt-Nord Niederichstr. 36 Karte          | |                                                          | 9. September 1986  | 3726           |
| Fotos hochladen                         | Wohnhaus                                                                   | Altstadt-Nord Niederichstr. 38 Karte          | |                                                          | 18. November 1993  | 6966           |
| Fotos hochladen                         | Wohnhaus                                                                   | Altstadt-Nord Norbertstr. 27 Karte            | | um 1860/70                                               | 22. November 1988  | 4740           |
| Fotos hochladen                         | Wohnhaus                                                                   | Altstadt-Nord Norbertstr. 32 Karte            | |                                                          | 4. Mai 1984        | 2354           |
| Fotos hochladen                         | Wohnhaus                                                                   | Altstadt-Nord Norbertstr. 36 Karte            | |                                                          | 30. Mai 1989       | 5060           |
| Fotos hochladen                         | Cafe                                                                       | Altstadt-Nord Obenmarspforten 7–11 Karte      | | 1899                                                     | 22. Januar 1993    | 6725           |
| weitere Bilder Fotos hochladen          | Farina-Haus                                                                | Altstadt-Nord Obenmarspforten 21 Karte        | Architekten: Emil Schreiterer und Bernhard Below | 1899                                                     | 22. März 1985      | 2868           |
| weitere Bilder Fotos hochladen          | Haus Neuerburg                                                             | Altstadt-Nord Obenmarspforten 30–34 Karte     | |                                                          | 16. Oktober 1984   | 2686           |
| Fotos hochladen                         | Büro- und Geschäftshaus                                                    | Altstadt-Nord Offenbachplatz 1 Karte          | |                                                          | 2. April 1992      | 6442           |
| weitere Bilder Fotos hochladen          | Opernhaus                                                                  | Altstadt-Nord Offenbachplatz 2 Karte          | Architekt: Wilhelm Riphahn | 1957                                                     | 19. Mai 1989       | 5000           |
| Fotos hochladen                         | Wohn- und Geschäftshaus (Haus Deutscher Herold)                            | Altstadt-Nord Offenbachplatz 3 Karte          | Architekt: Wilhelm Riphahn; | 1960                                                     | 2. April 1992      | 6443           |
| weitere Bilder Fotos hochladen          | Platzanlage mit Brunnen                                                    | Altstadt-Nord Offenbachplatz o.Nr. Karte      | | ~ 1960                                                   | 4. September 1998  | 8355           |
| Fotos hochladen                         | Wohnhaus                                                                   | Altstadt-Nord Palmstr. 31 Karte               | | 1883/84                                                  | 4. Dezember 1985   | 3359           |
| Fotos hochladen                         | Wohnhaus                                                                   | Altstadt-Nord Palmstr. 32 Karte               | | 1883/84                                                  | 28. Oktober 1988   | 4720           |
| Fotos hochladen                         | Wohn- und Geschäftshaus                                                    | Altstadt-Nord Palmstr. 33 Karte               | | um 1882                                                  |                    | 4203           |
| Fotos hochladen                         | Wohnhaus                                                                   | Altstadt-Nord Palmstr. 34 Karte               | | 1883/84                                                  | 1. Februar 1985    | 2794           |
| Fotos hochladen                         | Wohnhaus                                                                   | Altstadt-Nord Palmstr. 36 Karte               | | 1883                                                     | 20. Juni 1985      | 3014           |
| Fotos hochladen                         | Wohn- und Geschäftshaus                                                    | Altstadt-Nord Palmstr. 39 Karte               | | 1883/84                                                  |                    | 778            |
| Fotos hochladen                         | Wohnhaus                                                                   | Altstadt-Nord Palmstr. 41 Karte               | |                                                          | 5. Juni 1984       | 2448           |
| Fotos hochladen                         | Richmodis-Brauerei: Fabrikgebäude                                          | Altstadt-Nord Perlenpfuhl 6 Karte             | |                                                          | 28. Juni 1990      | 5612           |
| Fotos hochladen                         | Wohn- und Geschäftshaus                                                    | Altstadt-Nord Pfeilstr. 8 Karte               | |                                                          | 8. Mai 1987        | 4141           |
| Fotos hochladen                         | Wohn- und Geschäftshaus                                                    | Altstadt-Nord Pfeilstr. 11 Karte              | | um 1880                                                  | 26. November 1982  | 1184           |
| Fotos hochladen                         | Wohn- und Geschäftshaus                                                    | Altstadt-Nord Pfeilstr. 15 Karte              | |                                                          | 18. Januar 1988    | 4416           |
| Fotos hochladen                         | Wohn- und Geschäftshaus                                                    | Altstadt-Nord Pfeilstr. 17 Karte              | | um 1910                                                  | 20. Juni 1985      | 3015           |
| Fotos hochladen                         | Wohn- und Geschäftshaus                                                    | Altstadt-Nord Pfeilstr. 18 Karte              | | um 1870                                                  | 7. Juni 1982       | 1045           |
| Fotos hochladen                         | Wohn- und Geschäftshaus                                                    | Altstadt-Nord Pfeilstr. 19 Karte              | |                                                          | 29. Mai 1990       | 5589           |
| Fotos hochladen                         | Wohn- und Geschäftshaus                                                    | Altstadt-Nord Pfeilstr. 20 Karte              | | um 1870                                                  | 28. Januar 1982    | 962            |
| Fotos hochladen                         | Wohn- und Geschäftshaus                                                    | Altstadt-Nord Pfeilstr. 25-27 Karte           | | 1857–1863                                                | 28. Juni 1990      | 5609           |
| Fotos hochladen                         | Teil eines Wohn- und Geschäftshauses                                       | Altstadt-Nord Pfeilstr. 37 Karte              | Denkmalgeschützt ist der rückwärtige, an der Kettengasse, liegende Gebäudeteil. Nicht zum Denkmal gehört das stark veränderte Vorderhaus an der Pfeilstraße (2 Geschosse sowie neuerer Dachaufbau) | um 1860                                                  | 23. April 1991     | 5998           |
| weitere Bilder Fotos hochladen          | Wohn- und Geschäftshaus                                                    | Altstadt-Nord Pfeilstr. 53 Karte              | |                                                          | 13. Juni 1988      | 4640           |
| Fotos hochladen                         | Wohnhaus                                                                   | Altstadt-Nord Plankgasse 20                   | |                                                          | 17. August 1989    | 5194           |
| Fotos hochladen                         | Wohnhaus                                                                   | Altstadt-Nord Plankgasse 58                   | |                                                          | 31. August 1989    | 5220           |
| Fotos hochladen                         | Spanischer Bau/Altes Portal                                                | Altstadt-Nord Portalsgasse o. Nr. Karte       | |                                                          | 19. Mai 1989       | 5002           |
| Fotos hochladen                         | Wohnhaus                                                                   | Altstadt-Nord Probsteigasse 7                 | |                                                          | 2. April 1992      | 6444           |
| Fotos hochladen                         | Büro- und Garagenhaus                                                      | Altstadt-Nord Probsteigasse 12-18             | |                                                          | 9. März 1988       | 4484           |
| weitere Bilder Fotos hochladen          | Gürzenich                                                                  | Altstadt-Nord Quatermarkt 2–4 Karte           | Anbau, Architekten: Karl Band und Rudolf Schwarz | 1950er                                                   | 1. Juli 1980       | 93             |
| weitere Bilder Fotos hochladen          | Ruine d. Kirche Alt St. Alban/Gedenkstätte                                 | Altstadt-Nord Quatermarkt 4 Karte             | |                                                          | 1. Juli 1980       | 113            |
| weitere Bilder Fotos hochladen          | Spanischer Bau/Rathaus                                                     | Altstadt-Nord Rathausplatz 1 Karte            | |                                                          | 19. Mai 1989       | 5002           |
| weitere Bilder Fotos hochladen          | Verwaltungsbauten Historisches Rathaus                                     | Altstadt-Nord Rathausplatz o. Nr. Karte       | |                                                          | 1. Juli 1980       | 114            |
| Fotos hochladen                         | Wohn- und Geschäftshaus                                                    | Altstadt-Nord Ritterstr. 42                   | |                                                          | 1. September 1989  | 5235           |
| Fotos hochladen                         | Wohn- und Geschäftshaus                                                    | Altstadt-Nord Ritterstr. 44                   | |                                                          | 25. Juli 1989      | 5155           |
| Fotos hochladen                         | Wohn- und Geschäftshaus                                                    | Altstadt-Nord Ritterstr. 46                   | |                                                          | 12. März 1986      | 3502           |
| Fotos hochladen                         | Wohn- und Geschäftshaus                                                    | Altstadt-Nord Ritterstr. 50                   | |                                                          | 24. März 1986      | 3522           |
| Fotos hochladen                         | Wohn- und Geschäftshaus                                                    | Altstadt-Nord Ritterstr. 52                   | |                                                          | 2. August 1983     | 1572           |
| weitere Bilder Fotos hochladen          | Wohn- und Geschäftshaus                                                    | Altstadt-Nord Römergasse 2                    | |                                                          | 14. Oktober 1988   | 4714           |
| weitere Bilder Fotos hochladen          | Wohnhaus                                                                   | Altstadt-Nord Römergasse 3–3a Karte           | |                                                          | 1. August 1985     | 3086           |
| Fotos hochladen                         | Wohn- und Geschäftshaus                                                    | Altstadt-Nord Salzgasse 2                     | |                                                          | 28. März 1994      | 7088           |
| Fotos hochladen                         | Wohn- und Geschäftshaus                                                    | Altstadt-Nord Salzgasse 3                     | |                                                          | 18. Dezember 1990  | 5850           |
| Fotos hochladen                         | Wohn- und Geschäftshaus                                                    | Altstadt-Nord Salzgasse 4                     | |                                                          | 18. September 1990 | 5678           |
| Fotos hochladen                         | Wohnhaus                                                                   | Altstadt-Nord Salzgasse 11                    | | 1936                                                     | 19. August 1981    | 746            |
| Fotos hochladen                         | Wohnhaus                                                                   | Altstadt-Nord Salzgasse 13                    | |                                                          | 7. September 1982  | 1110           |
| Fotos hochladen                         | Wohn- und Geschäftshaus                                                    | Altstadt-Nord Salzgasse 15                    | |                                                          | 23. Mai 1986       | 3600           |
| weitere Bilder Fotos hochladen          | Palatium/Geschäftshaus                                                     | Altstadt-Nord Schildergasse 1-5 Karte         | |                                                          | 13. Januar 1986    | 3394           |
| Fotos hochladen                         | Teil eines Geschäftshauses/Haus Schierenberg                               | Altstadt-Nord Schildergasse 44 Karte          | |                                                          | 16. Oktober 1990   | 5753           |
| weitere Bilder Fotos hochladen          | Antoniterkirche                                                            | Altstadt-Nord Schildergasse 57 Karte          | |                                                          | 7. Dezember 1981   | 853            |
| Fotos hochladen                         | Wohn- und Geschäftshaus                                                    | Altstadt-Nord Schildergasse 107-109 Karte     | | um 1910                                                  | 27. Juli 1987      | 4236           |
| Fotos hochladen                         | Wohn-, Büro- und Geschäftshaus                                             | Altstadt-Nord Schildergasse 111 Karte         | |                                                          | 13. März 1989      | 4889           |
| weitere Bilder Fotos hochladen          | Geschäftshaus (Haus Hindenburg)                                            | Altstadt-Nord Schildergasse 113-117 Karte     | Architekt: Hermann Eberhard Pflaume | 1914/15                                                  | 13. April 1993     | 6779           |
| Fotos hochladen                         | Pfarrgebäude                                                               | Altstadt-Nord Schwalbengasse 1                | | 1954                                                     | 15. November 1996  | 8018           |
| Fotos hochladen                         | Altenwohnheim St. Maria Seniorenhaus/ehem. Kloster der Cellitinnen         | Altstadt-Nord Schwalbengasse 3                | |                                                          | 29. Oktober 1996   | 7989           |
| weitere Bilder Fotos hochladen          | Wohn- und Geschäftshaus (nur Fassade)                                      | Altstadt-Nord Spiesergasse 1 Karte            | |                                                          | 22. März 1985      | 2859           |
| Direkt Bild zu diesem Denkmal hochladen | Wohn- und Geschäftshaus (nur Fassade)                                      | Altstadt-Nord Spiesergasse 1                  | |                                                          | 22. März 1985      | 2860           |
| Fotos hochladen                         | Wohn- und Geschäftshaus                                                    | Altstadt-Nord St.-Apern-Straße 2 Karte        | | Um 1885                                                  | 11. September 1981 | 769            |
| Fotos hochladen                         | Wohn- und Geschäftshaus                                                    | Altstadt-Nord St.-Apern-Straße 4 Karte        | | um 1880                                                  | 15. Oktober 1981   | 789            |
| weitere Bilder Fotos hochladen          | Verwaltungsgebäude Kreishaus (nur Fassade)                                 | Altstadt-Nord St.-Apern-Straße 19–23 Karte    | | 1907–1909                                                | 14. Juni 1988      | 4645           |
| weitere Bilder Fotos hochladen          | Wohn- und Geschäftshaus                                                    | Altstadt-Nord St.-Apern-Str. 20 Karte         | | um 1910                                                  | 19. Februar 1982   | 985            |
| weitere Bilder Fotos hochladen          | Wohn- und Geschäftshaus                                                    | Altstadt-Nord St.-Apern-Str. 66–68 Karte      | |                                                          | 4. Mai 1984        | 2365           |
| Fotos hochladen                         | Wohn- und Geschäftshaus                                                    | Altstadt-Nord Steinfelder Gasse 1 Karte       | | 1884                                                     | 16. Oktober 1984   | 2706           |
| Fotos hochladen                         | Wohnhaus                                                                   | Altstadt-Nord Steinfelder Gasse 26            | |                                                          | 1. März 2005       | 8679           |
| Fotos hochladen                         | Wohnhaus                                                                   | Altstadt-Nord Steinfelder Gasse 30            | |                                                          | 9. Dezember 1994   | 7287           |
| Fotos hochladen                         | Wohnhaus                                                                   | Altstadt-Nord Steinfelder Gasse 33            | | um 1895                                                  | 3. Dezember 1984   | 2771           |
| weitere Bilder Fotos hochladen          | Wohn- und Geschäftshaus                                                    | Altstadt-Nord Steinweg 3 Karte                | | 1913                                                     | 16. Dezember 1986  | 3998           |
| Fotos hochladen                         | Wohn- und Geschäftshaus                                                    | Altstadt-Nord Thürmchenswall 4                | | um 1890                                                  | 22. März 1985      | 2878           |
| Fotos hochladen                         | Wohn- und Geschäftshaus                                                    | Altstadt-Nord Thürmchenswall 6                | | um 1890                                                  | 27. Februar 1985   | 2801           |
| Fotos hochladen                         | Wohn- und Geschäftshaus                                                    | Altstadt-Nord Thürmchenswall 23               | |                                                          | 3. Februar 1992    | 6402           |
| Fotos hochladen                         | Wohn- und Geschäftshaus                                                    | Altstadt-Nord Thürmchenswall 24               | |                                                          | 29. April 1985     | 2949           |
| Fotos hochladen                         | Wohn- und Geschäftshaus                                                    | Altstadt-Nord Thürmchenswall 25               | |                                                          | 14. März 1991      | 5944           |
| Fotos hochladen                         | Wohn- und Geschäftshaus                                                    | Altstadt-Nord Thürmchenswall 26               | |                                                          | 29. April 1985     | 2950           |
| Fotos hochladen                         | Wohn- und Geschäftshaus                                                    | Altstadt-Nord Thürmchenswall 28               | |                                                          | 26. November 1982  | 1186           |
| Fotos hochladen                         | Wohnhaus                                                                   | Altstadt-Nord Thürmchenswall 33               | |                                                          | 28. April 1994     | 7135           |
| Fotos hochladen                         | Wohn- und Geschäftshaus                                                    | Altstadt-Nord Thürmchenswall 36               | |                                                          | 5. November 1992   | 6669           |
| Fotos hochladen                         | Wohnhaus                                                                   | Altstadt-Nord Thürmchenswall 38-40            | |                                                          | 3. September 1993  | 6912           |
| Fotos hochladen                         | Wohnhaus                                                                   | Altstadt-Nord Thürmchenswall 49               | |                                                          | 16. Oktober 1997   | 8189           |
| Fotos hochladen                         | Wohnhaus                                                                   | Altstadt-Nord Thürmchenswall 51               | |                                                          | 3. Mai 1984        | 2346           |
| Fotos hochladen                         | Wohn- und Geschäftshaus                                                    | Altstadt-Nord Thürmchenswall 55               | |                                                          | 26. Januar 1989    | 4819           |
| Fotos hochladen                         | Wohnhaus                                                                   | Altstadt-Nord Thürmchenswall 57               | | um 1900                                                  | 13. April 1988     | 4564           |
| Fotos hochladen                         | Wohn- und Geschäftshaus                                                    | Altstadt-Nord Thürmchenswall 59               | | um 1900                                                  | 26. August 1982    | 1073           |
| Fotos hochladen                         | Wohnhaus (ehem. Wohn- und Geschäftshaus)                                   | Altstadt-Nord Thürmchenswall 61               | |                                                          | 30. April 1993     | 6800           |
| Fotos hochladen                         | Wohn- und Geschäftshaus                                                    | Altstadt-Nord Thürmchenswall 62               | |                                                          | 2. September 1985  | 3125           |
| Fotos hochladen                         | Wohnhaus                                                                   | Altstadt-Nord Thürmchenswall 63               | |                                                          | 20. Januar 1983    | 1309           |
| Fotos hochladen                         | Wohnhaus                                                                   | Altstadt-Nord Thürmchenswall 64               | | um 1905                                                  | 6. November 1984   | 2746           |
| Fotos hochladen                         | Wohn- und Geschäftshaus                                                    | Altstadt-Nord Thürmchenswall 72               | |                                                          | 30. April 2003     | 8620           |
| Fotos hochladen                         | Wohnhaus                                                                   | Altstadt-Nord Thürmchenswall 81 Karte         | | 1903                                                     | 26. November 1982  | 1185           |
| weitere Bilder Fotos hochladen          | Verwaltungsgebäude Rheinbraun                                              | Altstadt-Nord Thürmchenswall 98-100 Karte     | |                                                          | 30. Mai 1984       | 2447           |
| weitere Bilder Fotos hochladen          | Excelsior Hotel Ernst                                                      | Altstadt-Nord Trankgasse 1–5 Karte            | Architekt: Heinrich Müller-Erkelenz | 1910                                                     | 16. November 1990  | 5784           |
| weitere Bilder Fotos hochladen          | Deichmannhaus                                                              | Altstadt-Nord Trankgasse 7–9 Karte            | Architekt: Heinrich Müller-Erkelenz | 1913/14                                                  | 13. Dezember 1985  | 3376           |
| weitere Bilder Fotos hochladen          | Bahnsteighalle Hauptbahnhof                                                | Altstadt-Nord Trankgasse o. Nr. (11) Karte    | | 1888–94                                                  | 9. April 1984      | 2178           |
| weitere Bilder Fotos hochladen          | Hauptbahnhof, Bahnsteigüberdachung                                         | Altstadt-Nord Trankgasse o. Nr. Karte         | 3-schiffige korbbogige sich zur Hohenzollernbrücke hin verjüngende Hallenkonstruktion aus stählernen Vollwandstützen über den Gleisen 2 - 7 in 21 Achsen                                           | 1899                                                     | 13. Februar 1987   | 4050           |
| weitere Bilder Fotos hochladen          | ehemaliger Warte- und Speisesaal                                           | Altstadt-Nord Trankgasse o. Nr. Karte         | heutige Nutzung als Restaurant und Veranstaltungslokal Alter Wartesaal | 1910–13                                                  | 17. November 1987  | 4346           |
| weitere Bilder Fotos hochladen          | Empfangshalle des Hauptbahnhofes                                           | Altstadt-Nord Trankgasse o. Nr. Karte         | |                                                          | 17. November 1987  | 4347           |
| weitere Bilder Fotos hochladen          | Wohn- und Geschäftshaus (nur Fassade Komödienstraße)                       | Altstadt-Nord Tunisstr. 19 Karte              | |                                                          | 4. Dezember 1990   | 5803           |
| Fotos hochladen                         | Verwaltungsgebäude (ehem. Bankhaus Herstatt)                               | Altstadt-Nord Tunisstr. 27 Karte              | Architekt des vorderen Blocks: Hanns Koerfer, Baujahr: 1957; Architekten des hinteren Blocks: Franz Sobotka & Gustav Müller, Baujahr: 1962/64                                                      | 1957, 1962/64                                            | 8. Juni 1993       | 6842           |
| Fotos hochladen                         | Wohn- und Geschäftshaus „Haus Bräckerbohm“                                 | Altstadt-Nord Unter Fettenhennen 4 Karte      | Vorderseite des Hauses: Domkloster 1; Name auch „Haus Goldschmidt“; Architekt: Paul Bonatz | 1927/1928                                                | 29. März 1983      | 1388           |
| weitere Bilder Fotos hochladen          | Geschäfts- und Gesellschaftshaus                                           | Altstadt-Nord Unter Goldschmied 9-17 Karte    | Senatshotel; Architekt: Wilhelm Koep | 1958                                                     | 20. August 1993    | 6892           |
| weitere Bilder Fotos hochladen          | Krankenhauskapelle des St. Marien-Hospital (Kunibertsklösterchen)          | Altstadt-Nord Unter Kahlenhausen 2 Karte      | Architekt: August Lange | Ende des 19. Jahrhunderts                                | 24. Mai 1982       | 1020           |
| Fotos hochladen                         | Wohnhaus                                                                   | Altstadt-Nord Unter Kahlenhausen 25           | |                                                          | 14. August 1981    | 753            |
| Fotos hochladen                         | Wohn- und Geschäftshaus                                                    | Altstadt-Nord Unter Kahlenhausen 27           | |                                                          | 4. März 2004       | 8651           |
| Fotos hochladen                         | Wohnhaus                                                                   | Altstadt-Nord Unter Kahlenhausen 29           | |                                                          | 30. Dezember 2004  | 8675           |
| Fotos hochladen                         | Wohn- und Geschäftshaus                                                    | Altstadt-Nord Unter Kahlenhausen 31-33        | |                                                          | 22. Januar 1993    | 6730           |
| Fotos hochladen                         | Wohn- und Geschäftshaus                                                    | Altstadt-Nord Unter Kahlenhausen 40           | |                                                          | 25. November 1987  | 4353           |
| Fotos hochladen                         | Wohnhaus (ehem. Wohn- und Geschäftshaus)                                   | Altstadt-Nord Unter Kahlenhausen 42           | |                                                          | 3. September 1993  | 6915           |
| Fotos hochladen                         | Wohn- und Geschäftshaus (nur Fassade)                                      | Altstadt-Nord Unter Kahlenhausen 43           | |                                                          | 25. März 2004      | 8654           |
| Fotos hochladen                         | Wohnhaus                                                                   | Altstadt-Nord Unter Kahlenhausen 44           | |                                                          | 3. September 1993  | 6916           |
| Fotos hochladen                         | Wohn- und Geschäftshaus                                                    | Altstadt-Nord Unter Käster 12 Karte           | |                                                          | 24. Januar 1991    | 5881           |
| weitere Bilder Fotos hochladen          | Wohn- und Geschäftshaus                                                    | Altstadt-Nord Unter Käster 14 Karte           | | : 18. Jahrhundert/erneuert 1946/47 inschriftlich datiert | 10. Mai 1988       | 4593           |
| Fotos hochladen                         | Wohn- und Geschäftshaus                                                    | Altstadt-Nord Unter Krahnenbäumen 6           | |                                                          | 23. Juli 1984      | 2595           |
| weitere Bilder Fotos hochladen          | Landeszentralbank                                                          | Altstadt-Nord Unter Sachsenhausen 1-3 Karte   | Ehemals Landeszentralbank, davor Reichsbank. Architekt: Max Hasak | 1894–98                                                  | 29. November 1985  | 3354           |
| Fotos hochladen                         | Geschäfts- und Verwaltungsgebäude                                          | Altstadt-Nord Unter Sachsenhausen 2 Karte     | Architekten: Bielenberg & Moser | 1914                                                     | 9. September 1987  | 4269           |
| Fotos hochladen                         | Bankgebäude Sal. Oppenheim                                                 | Altstadt-Nord Unter Sachsenhausen 4 Karte     | Architekt: Fritz August Breuhaus de Groot | 1952/53                                                  | 7. Mai 1992        | 6477           |
| Fotos hochladen                         | Verwaltungsgebäude (ehem. Bankhaus Herstatt)                               | Altstadt-Nord Unter Sachsenhausen 6-8 Karte   | Architekt des vorderen Blocks: Hanns Koerfer, Baujahr: 1957; Architekten des hinteren Blocks: Franz Sobotka & Gustav Müller, Baujahr: 1962/64                                                      | 1957, 1962/64                                            | 8. Juni 1993       | 6842           |
| weitere Bilder Fotos hochladen          | Büro- und Verwaltungsgebäude/Industrie- und Handelskammer zu Köln          | Altstadt-Nord Unter Sachsenhausen 10-26 Karte | Architekt: Karl Hell |                                                          | 27. September 1993 | 6920           |
| Fotos hochladen                         | Geschäfts- und Verwaltungsbau                                              | Altstadt-Nord Unter Sachsenhausen 21-27 Karte | Teil des Dominium-Komplexes; ehemals „Commerzbank-Palais“, ursprünglich Barmer Bankverein; Architekt: Carl Moritz                                                                                  | 1913                                                     | 21. Dezember 1987  | 4393           |
| weitere Bilder Fotos hochladen          | Geschäfts- und Verwaltungsgebäude                                          | Altstadt-Nord Unter Sachsenhausen 37 Karte    | Architekt: Peter Behrens | 1914                                                     | 10. Dezember 1986  | 3996           |
| weitere Bilder Fotos hochladen          | Wohnhaus/Haus Saaleck                                                      | Altstadt-Nord Unter Taschenmacher 15-17 Karte | |                                                          | 6. Januar 1989     | 155            |
| Fotos hochladen                         | Wohnhaus                                                                   | Altstadt-Nord Ursulagartenstr. 27             | |                                                          | 1. September 1989  | 5233           |
| Fotos hochladen                         | Wohn- und Geschäftshaus                                                    | Altstadt-Nord Ursulakloster 12                | |                                                          | 10. August 1989    | 5159           |
| Fotos hochladen                         | Geschäftshaus (Hotel)                                                      | Altstadt-Nord Ursulaplatz 10 - 12             | |                                                          | 31. August 1989    | 5216           |
| weitere Bilder Fotos hochladen          | Hotel (ehem. Äbtissinnenhaus d. Ursulaklosters)                            | Altstadt-Nord Ursulaplatz 13 - 19             | |                                                          | 31. August 1989    | 5217           |
| weitere Bilder Fotos hochladen          | Kirche St. Ursula                                                          | Altstadt-Nord Ursulaplatz 30 Karte            | |                                                          | 21. Mai 1982       | 1012           |
| Fotos hochladen                         | Wohn- und Geschäftshaus                                                    | Altstadt-Nord Ursulastr. 2                    | |                                                          | 22. September 1989 | 5276           |
| weitere Bilder Fotos hochladen          | Büro- und Verwaltungsgebäude                                               | Altstadt-Nord Von-Werth-Str. 4-8 Karte        | Architekten Hentrich und Heuser | 1950/51                                                  | 14. Juni 1992      | 6866           |
| weitere Bilder Fotos hochladen          | Büro- und Verwaltungsgebäude                                               | Altstadt-Nord Von-Werth-Str. 10-12 Karte      | Architekten Bruno Paul und Franz Weber, 1951 Wiederaufbau durch das Atelier Düsseldorf | 1930/31                                                  |                    | 6867           |
| weitere Bilder Fotos hochladen          | Büro- und Verwaltungsgebäude                                               | Altstadt-Nord Von-Werth-Str. 14 Karte         | Architekt: Kurt Groote | 1949–51                                                  | 14. Juni 1993      | 6868           |
| weitere Bilder Fotos hochladen          | Büro- und Verwaltungsgebäude (Gerling)                                     | Altstadt-Nord Von-Werth-Str. 14a Karte        | Architekten Bruno Paul und Franz Weber; Wiederaufbau durch das Atelier Düsseldorf 1951 | 1935/36                                                  | 14. Juni 1993      | 6858           |
| weitere Bilder Fotos hochladen          | Wohn- und Geschäftshaus                                                    | Altstadt-Nord Vor St. Martin 12 Karte         | Architekt: Hans Schilling | um 1955                                                  | 19. August 1992    | 6605           |
| weitere Bilder Fotos hochladen          | Geschäftshaus                                                              | Altstadt-Nord Wallrafplatz 3 Karte            | | um 1915                                                  | 13. Dezember 1989  | 5409           |
| weitere Bilder Fotos hochladen          | Funkhaus Wallrafplatz (Teile des Gebäudes)                                 | Altstadt-Nord Wallrafplatz 5 Karte            | Architekt: Peter Friedrich Schneider | 1950er                                                   | 28. Oktober 1994   | 7242           |
| weitere Bilder Fotos hochladen          | Büro- u. Geschäftshaus/Blau-Gold-Haus u. Kristallpassage m. Ladeneinbauten | Altstadt-Nord Wallrafplatz 6 Karte            | Architekt: Wilhelm Koep. Das Gebäude wurde 2019 abgerissen. | 1952                                                     | 18. Juni 1991      | 6119           |
| Fotos hochladen                         | Büro- und Geschäftshaus                                                    | Altstadt-Nord Wallrafplatz 7 Karte            | Architekt: Peter J. Dräger | 1951                                                     | 27. September 1993 | 6921           |
| Fotos hochladen                         | Büro- und Geschäftshaus                                                    | Altstadt-Nord Wallrafplatz 9 Karte            | Architekten: Brüder Bunge | 1952                                                     | 1. Oktober 1993    | 6936           |
| Fotos hochladen                         | Wohn- und Geschäftshaus                                                    | Altstadt-Nord Weidengasse 1                   | |                                                          | 27. November 1989  | 5383           |
| Fotos hochladen                         | Wohn- und Geschäftshaus                                                    | Altstadt-Nord Weidengasse 3                   | | um 1904                                                  | 21. August 1989    | 5204           |
| Fotos hochladen                         | Wohn- und Geschäftshaus                                                    | Altstadt-Nord Weidengasse 5-7                 | | um 1885                                                  | 21. August 1989    | 5205           |
| Fotos hochladen                         | Wohn- und Geschäftshaus                                                    | Altstadt-Nord Weidengasse 9                   | | um 1860                                                  | 10. August 1989    | 5180           |
| Fotos hochladen                         | Wohn- und Geschäftshaus                                                    | Altstadt-Nord Weidengasse 11                  | |                                                          | 30. Oktober 1987   | 4327           |
| Fotos hochladen                         | Wohn- und Geschäftshaus                                                    | Altstadt-Nord Weidengasse 11a                 | |                                                          | 27. Juli 1987      | 4237           |
| Fotos hochladen                         | Wohn- und Geschäftshaus                                                    | Altstadt-Nord Weidengasse 15-17               | |                                                          | 6. Dezember 1990   | 5820           |
| Fotos hochladen                         | Wohn- und Geschäftshaus                                                    | Altstadt-Nord Weidengasse 20                  | |                                                          | 25. Juli 1989      | 5157           |
| Fotos hochladen                         | Wohn- und Geschäftshaus                                                    | Altstadt-Nord Weidengasse 23                  | |                                                          | 10. August 1989    | 5160           |
| Fotos hochladen                         | Wohn- und Geschäftshaus                                                    | Altstadt-Nord Weidengasse 25                  | | um 1895                                                  | 13. Januar 1986    | 3399           |
| Fotos hochladen                         | Wohnhaus (nur Fassade)                                                     | Altstadt-Nord Weidengasse 26                  | | um 1890                                                  | 16. November 1989  | 5364           |
| Fotos hochladen                         | Wohn- und Geschäftshaus                                                    | Altstadt-Nord Weidengasse 41                  | |                                                          | 21. August 1989    | 5203           |
| Fotos hochladen                         | Wohn- und Geschäftshaus                                                    | Altstadt-Nord Weidengasse 43                  | |                                                          | 6. November 1984   | 2747           |
| Fotos hochladen                         | Wohn- und Geschäftshaus                                                    | Altstadt-Nord Weidengasse 51                  | |                                                          | 10. August 1989    | 5181           |
| Fotos hochladen                         | Wohn- und Geschäftshaus                                                    | Altstadt-Nord Weidengasse 55                  | |                                                          | 17. August 1989    | 5193           |
| Fotos hochladen                         | Wohn- und Geschäftshaus                                                    | Altstadt-Nord Weidengasse 58-60               | |                                                          | 23. August 1985    | 3112           |
| Fotos hochladen                         | Wohn- und Geschäftshaus                                                    | Altstadt-Nord Weidengasse 59                  | |                                                          | 25. Juli 1989      | 5156           |
| Direkt Bild zu diesem Denkmal hochladen | Wohn- und Geschäftshaus                                                    | Altstadt-Nord Weidengasse 62                  | | um 1908                                                  | 23. März 1983      | 1383           |
| Fotos hochladen                         | Wohn- und Geschäftshaus                                                    | Altstadt-Nord Weidengasse 63-65               | |                                                          | 4. Juni 1987       | 4170           |
| Fotos hochladen                         | Wohn- und Geschäftshaus                                                    | Altstadt-Nord Weidengasse 68                  | |                                                          | 13. Januar 1986    | 3400           |
| Fotos hochladen                         | Wohn- und Geschäftshaus                                                    | Altstadt-Nord Weidengasse 71-73               | |                                                          | 22. Februar 1988   | 4449           |
| Fotos hochladen                         | Wohn- und Geschäftshaus                                                    | Altstadt-Nord Weidengasse 74                  | |                                                          | 16. Mai 1986       | 3595           |
| Fotos hochladen                         | Wohn- und Geschäftshaus                                                    | Altstadt-Nord Weidengasse 79                  | |                                                          | 2. Juli 1981       | 725            |
| Fotos hochladen                         | Wohn- und Geschäftshaus                                                    | Altstadt-Nord Weidengasse 81                  | |                                                          | 21. April 1989     | 4945           |
| Fotos hochladen                         | Wohn- und Geschäftshaus                                                    | Altstadt-Nord Weidengasse 85                  | |                                                          | 23. Juni 1989      | 5104           |
| Fotos hochladen                         | Wohn- und Geschäftshaus                                                    | Altstadt-Nord Weidengasse 87                  | |                                                          | 31. Oktober 1985   | 3302           |
| Fotos hochladen                         | Wohn- und Geschäftshaus                                                    | Altstadt-Nord Weidengasse 89                  | |                                                          | 31. Oktober 1985   | 3303           |
| Fotos hochladen                         | Portal                                                                     | Altstadt-Nord Wolfsstr. 13                    | |                                                          | 8. Februar 1988    | 4442           |
| weitere Bilder Fotos hochladen          | Geschäftshaus Schwerthof                                                   | Altstadt-Nord Zeppelinstr. 2 Karte            | Architekten: Jacob Koerfer und Theodor Veil | 1921/1922                                                | 27. Juni 1988      | 4661           |
| weitere Bilder Fotos hochladen          | ehem. Kaufhaus Isay                                                        | Altstadt-Nord Zeppelinstr. 4-8 Karte          | | 1911–1913                                                | 9. November 1984   | 2757           |
| weitere Bilder Fotos hochladen          | Olivandenhof: Fassade                                                      | Altstadt-Nord Zeppelinstr. 9 Karte            | Siehe auch Am alten Posthof 88; Architekt: Hermann Eberhard Pflaume | 1913                                                     | 18. Dezember 1985  | 3377           |
| weitere Bilder Fotos hochladen          | Zeughaus (Kölnisches Stadtmuseum)                                          | Altstadt-Nord Zeughausstraße 1 Karte          | | 1591–1606                                                | 1. Juli 1980       | 168            |
| weitere Bilder Fotos hochladen          | ehem. Wachgebäude (Teil des Köln.Stadtmuseums)                             | Altstadt-Nord Zeughausstraße 3 Karte          | | 1840/41                                                  | 1. Juli 1980       | 169            |
| weitere Bilder Fotos hochladen          | Verwaltungsgebäude/Ostflügel des Regierungspräsidiums u. Werksteinrelief   | Altstadt-Nord Zeughausstr. 4-8 Karte          | Architekt: Matthias Biercher | 1830–1832                                                | 26. April 1983     | 1488           |
| weitere Bilder Fotos hochladen          | Wohnhaus                                                                   | Altstadt-Nord Zeughausstraße 13 Karte         | Architekt: Carl Moritz | 1898                                                     | 1. Juli 1980       | 170            |
| weitere Bilder Fotos hochladen          | Rest der römischen Stadtbefestigung (Römerturm)                            | Altstadt-Nord Zeughausstraße 13 Karte         | |                                                          | 1. Juli 1980       | 171            |
| Fotos hochladen                         | Wohn- und Geschäftshaus                                                    | Altstadt-Nord Zeughausstraße 36 Karte         | |                                                          | 14. Oktober 1985   | 3255           |
| Fotos hochladen                         | Wohn- und Geschäftshaus                                                    | Altstadt-Nord Zeughausstraße 38 Karte         | |                                                          | 14. Oktober 1985   | 3256           |